# Frank Stallone
Frank Stallone, född 30 juli 1950 i New York, är en amerikansk skådespelare och sångare.
Frank Stallone är son till Frank och Jackie Stallone och yngre bror till Sylvester Stallone och har medverkat i småroller i flera av dennes filmer, och ofta bidragit till filmmusiken. Han hade en hit med låten Far from Over från filmen Staying Alive. Han har även medverkat i en lång rad andra filmer. Han var också en av deltagarna i Scientologi-musikprojektet The Road to Freedom av "L. Ron Hubbard and friends".

## Diskografi
Album
- 1984 – Frank Stallone
- 1991 – Day in Day Out
- 1993 – Close Your Eyes
- 1999 – Soft and Low
- 2000 – Full Circle
- 2002 – Stallone on Stallone – By Request
- 2002 – Frankie and Billy
- 2003 – In Love In Vain
- 2005 – Songs From the Saddle

## Filmografi i urval
- 1976 – Rocky  ... gatumusikant
- 1978 – Paradise Alley  ... sångare
- 1979 – Rocky II  ... sångare
- 1982 – Rocky III  ... sångare
- 1982 – Hotline ... Barnie
- 1983 – Staying Alive ... Carl
- 1987 – The Pink Chiquitas ... Tony Mareda Jr.
- 1987 – Barfly .... Eddie
- 1987 – W.A.R. Women Against Rape ... Walter Taggert
- 1987 – Savage Harbor ... Joe
- 1988 – Crossing the Mob .... Anthony D'Amato  (TV-film)
- 1988 – Fear ... Armitage
- 1988 – Killing Blue .... Jack Miskowski
- 1988 – Heart of Midnight .... Ledray
- 1988 – Take Two ... Ted
- 1988 – Outlaw Force ... Grady Purella
- 1989 – Order of the Eagle .... Quill
- 1989 – Så var det ingen kvar .... kapten Philip Lombard
- 1989 – Terror in Beverly Hills .... Hack Stone
- 1989 – Masque of the Red Death .... Duke
- 1989 – Prime Suspect .... Gene Chambers
- 1989 – Easy Kill .... Frank Davies/Alex Anderson
- 1991 – Höken är lös .... Cesar Mario
- 1991 – Lethal Games .... Mac Richards
- 1991 – The Roller Blade Seven .... Black Knight
- 1992 – Return of the Roller Blade Seven .... Black Knight
- 1992 – The Legend of the Rollerblade Seven .... The Black Knight
- 1993 – Tombstone .... Ed Bailey
- 1995 – Lethal Cowboy .... Frank
- 1995 – Taken Alive .... Marty Moretti
- 1996 – Public Enemies .... Alvin Karpis
- 1996 – The Garbage Man
- 1996 – Billy Lone Bear
- 1997 – Total Force .... Jack O'Hara
- 1997 – The Good Life
- 1997 – Strange Wilderness .... gammal man
- 1997 – Ground Rules
- 1997 – Doublecross On Costa's Island .... Marty Moretti
- 1999–2000 – Movie Stars (TV-serie)
- 2000 – Get Carter .... på begravningen (cameo)
- 2002 – Hitters .... Spilotri
- 2005 – Angels with Angles  .... Elvis Presley
- 2006 – Taken by Force  .... Schultz
- 2007 – Fred Claus .... sig själv